# Sittingaleq
Sittingaleq [ˈt͡sitːiŋaɾɜ(q)] (nach alter Rechtschreibung Sivtingaleĸ) ist eine wüst gefallene grönländische Siedlung im Distrikt Ammassalik in der Kommuneqarfik Sermersooq.

## Lage
Sittingaleq liegt an der Westseite der Insel Kulusuk vor mehreren kleinen Inseln. Der Wohnplatz bildete eine Einheit mit Immikkeerteq 200 m westlich und Suunaajik 300 m südöstlich. Die Entfernung bis zum nächsten bewohnten Ort Kulusuk beträgt nicht mehr als drei Kilometer nach Nordnordosten.

## Geschichte
Sittingaleq war vor 1930 bewohnt. Im selben Jahr wurden 15 Einwohner gezählt. In den 1940er Jahren waren es zwischen 17 und 26 Bewohner, bevor der Wohnplatz 1949 aufgegeben wurde.